# Les Bréseux
Les Bréseux – miejscowość i gmina we Francji, w regionie Burgundia-Franche-Comté, w departamencie Doubs.
Według danych na rok 1990 gminę zamieszkiwało 369 osób, a gęstość zaludnienia wynosiła 50 osób/km² (wśród 1786 gmin Franche-Comté Les Bréseux plasuje się na 397. miejscu pod względem liczby ludności, natomiast pod względem powierzchni na miejscu 613.).